# Monte Arpatsiviip
Il monte Arpatsiviip (groenlandese: Arpatsiviip Qaqqaat) è una montagna della Groenlandia di 1107 m. Si trova a 60°18′N 44°53′W; appartiene al comune di Kujalleq.